# Liste des évêques de Ndalatando
Liste des évêques de Ndalatando
(Dioecesis Ndalatandensis)
L'évêché de Ndalatando est créé le 26 mars 1990, par détachement de l'archevêché de Luanda.

## Liste des évêques
- mai 1976 - 1er mars 1990 : Paulino Ribaulta (Paulino Nympho Manuel Ribaulta)
- 26 mars 1990-23 juillet 2005 : Pedro Scarpa (Pedro Luís Guido Scarpa)
- depuis le 23 juillet 2005 : Almeida Kanda (ou Almeida Canda)

## Sources
- L'ANNUAIRE PONTIFICAL, sur le site http://www.catholic-hierarchy.org, à la page